# Bradley Pierce

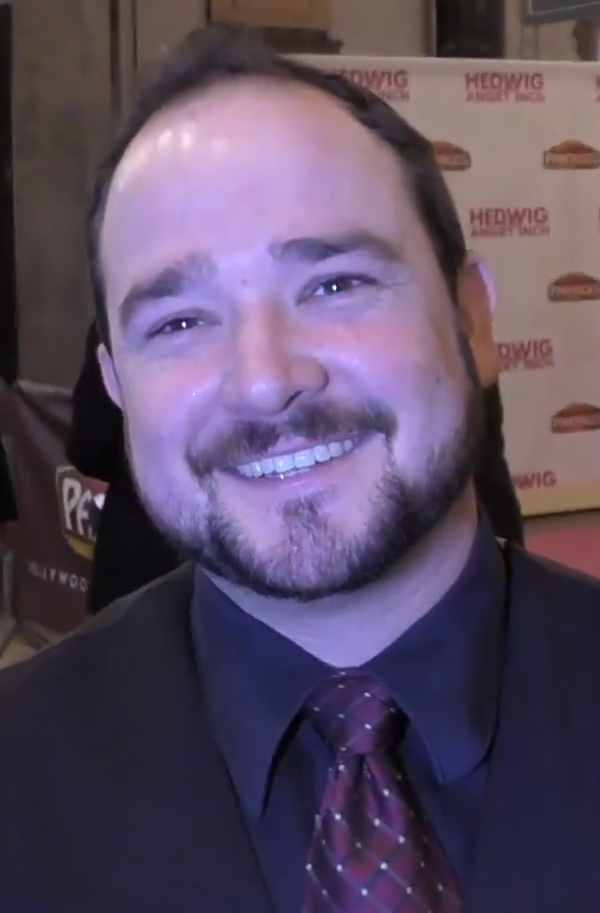
Bradley Pierce (2016)

Bradley Michael Pierce (* 23. Oktober 1982) ist ein US-amerikanischer Schauspieler und Synchronsprecher.

## Leben
Zu Bradley Pierces ersten Auftritten ab 1990 gehörte eine wiederkehrende Rolle in der Seifenoper Zeit der Sehnsucht. Bei der kurzlebigen Sitcom Shaky Ground gehörte er zur Hauptbesetzung. Weitere Episodenrollen in Fernsehserien wie Verrückt nach dir oder Picket Fences sowie in mehreren Fernsehfilmen kamen hinzu. Bekannt wurde er vor allem durch den Film Jumanji (1995), in dem er Peter Sheperd, den Bruder von Judy Shepherd (Kirsten Dunst), spielte. Diese Rolle brachte ihm im Jahr 1996 eine Nominierung für den Saturn Award. Außerdem wurde er fünfmal für den Young Artist Award nominiert, darunter im Jahr 1999 als Ensemblemitglied in der Komödie Ein Fall für die Borger. Nach der Jahrtausendwende wirkte Pierce nur noch vereinzelt als Schauspieler, so 2018 im Film Deacon, den er auch produzierte.
Neben der Schauspielerei wirkte Pierce von Anfang an ebenfalls als Synchronsprecher, so sprach er unter anderem in der englischsprachigen Version des Studio-Ghibli-Filmes Porco Rosso sowie in der Samstagmorgen-Serie Sonic the Hedgehog die Figur Tails.
Pierce war von 2005 bis 2017 mit Shari Marie Holmes verheiratet, mit der er zwei Söhne und eine Tochter hat.

## Filmografie (Auswahl)
- 1990: Zum Sterben viel zu jung (Too Young to Die?, Fernsehfilm)
- 1990–1991: Zeit der Sehnsucht (Days of Our Lives, Fernsehserie, 26 Folgen)
- 1991: Roseanne (Fernsehserie, Folge 4x12)
- 1991: Die Schöne und das Biest (Beauty and the Beast, Stimme)
- 1992: Porco Rosso (紅の豚, Stimme)
- 1992: Chaplin
- 1992–1993: Shaky Ground (Fernsehserie, 17 Folgen)
- 1993: Verrückt nach dir (Mad About You, Fernsehserie, Folge 2x06)
- 1993: Der Tod kommt auf vier Pfoten (Man’s Best Friend)
- 1993–1994: Sonic the Hedgehog (Fernsehserie, 26 Folgen, Stimme)
- 1993–1995: Der rosarote Panther – Die neuen Folgen (The Pink Panther, Fernsehserie, 41 Folgen, Stimme)
- 1994: Picket Fences – Tatort Gartenzaun (Picket Fences, Fernsehserie, Folge 2x14)
- 1994: Niemand hört den Schrei (Cries from the Heart, Fernsehfilm)
- 1995: Jumanji
- 1996: Die Belagerung von Ruby Ridge (The Siege at Ruby Ridge, Fernsehfilm)
- 1997: Ein Fall für die Borger (The Borrowers)
- 1999: Star Trek: Raumschiff Voyager (Star Trek: Voyager, Fernsehserie, Folge 5x23 11:59)
- 2000: Expedition der Stachelbeeren (The Wild Thornberrys, Fernsehserie, 2 Folgen, Stimme)
- 2000: Den Einen oder Keinen (Down to You)
- 2015: Up in Smoke (Fernsehfilm)
- 2018: Deacon